# NGC 7521
NGC 7521 (również PGC 70725) – galaktyka soczewkowata (S0), znajdująca się w gwiazdozbiorze Ryb. Odkrył ją Albert Marth 18 listopada 1864 roku.